# ویلا کولماندینا
ویلا کولماندینا (به ایتالیایی: Villa Collemandina) یک کومونه در ایتالیا است که در استان لوکا واقع شده‌است. ویلا کولماندینا ۳۴٫۸ کیلومتر مربع مساحت و ۱٬۳۷۸ نفر جمعیت دارد و ۵۴۹ متر بالاتر از سطح دریا واقع شده‌است.